# Stereoderma kirchsbergii
Stereoderma kirchsbergii is een zeekomkommer uit de familie Cucumariidae.
De wetenschappelijke naam van de soort werd in 1868 gepubliceerd door Heller.